# ロックの殿堂
ロックンロールの殿堂（ロックンロールのでんどう、英: Rock and Roll Hall of Fame, RRHOF）は、アメリカ合衆国のオハイオ州クリーブランドに位置する博物館で、ロックンロールの歴史やその発展に影響を与えたアーティスト、プロデューサー、エンジニアなどの著名人を展示記録している、エリー湖畔にある施設である。
運営を行うロックンロールの殿堂財団は、アトランティック・レコードの創始者で当時会長だったアーメット・アーティガンによって1983年4月20日に候補都市を長期調査した末、クリーブランド市は1986年にこの殿堂の恒久本拠地として選ばれた。建築家I・M・ペイが現在の博物館を設計し、1995年9月1日に開館した。
以前、日本では「ロックの殿堂」がハリウッドにあるロック・ウォークを指していたことがあり、両者の混同を避けるため、本項ではクリーブランドにある施設を「ロックンロールの殿堂」と忠実に表記する。

## ロックンロールの殿堂財団
ロックンロールの殿堂財団は1983年にアーメット・アーティガンによって創設され、彼は『ローリング・ストーン』編集者兼発行人のヤン・S・ウェナーと数名のレコード業界幹部（セイモア・スタイン、ボブ・クラスノウ、ノリーン・ウッズ）およびAllen GrubmanとSuzan Evansからなるチームを編成した。1986年にこの財団がアーティストの殿堂入りに着手するが、その殿堂にはまだ拠点が無かった。調査委員会は、フィラデルフィア（ビルヘイリーとアメリカンバンドスタンドの本拠地）、メンフィス（サンスタジオとスタックス・レコードの本拠地）、デトロイト（モータウンレコードの本拠地）、シンシナティ（キングレコードの本拠地）、ニューヨーク、およびクリーブランドを含む幾つかの都市を検討した。  
クリーブランドは同博物館の誘致活動を展開して、市民団体のリーダー達が建設基金として公金6500万ドルを約束したり、地元局DJのアラン・フリードが「ロックンロール」を造語してこの新ジャンルを大幅に推進させたことを挙げたり、クリーブランドが最初の大きなロックコンサート (Moondog Coronation Ball) の場所になったことを引き合いに出したりもした。なお、フリードは1986年に殿堂入りした最初の殿堂メンバーである。さらにクリーブランドは、最初の米国ツアーをこの都市で始めたデヴィッド・ボウイや、1970年代と1980年代にアメリカで幾つかの主要曲を大ヒットさせる上で重要な役割を果たしたラジオ局WMMSを引き合いに出した。 
クリーブランドの財界首脳やメディア企業がオハイオ州住民60万人による署名の支持を掲げる嘆願書をまとめ上げ、1986年に『USA Today』誌でどこに殿堂を設置すべきかを尋ねた集計では、クリーブランドが1位になった。1986年5月5日、殿堂財団はロックンロールの殿堂博物館の恒久的な本拠地としてクリーブランドを選んだ。なお、クリーブランドは市が最高の融資提案を出したために運営場所として選択された可能性がある。現地プレーン・ディーラー紙の音楽評論家マイケル・ノーマンは「それは6500万ドルだった。[中略]クリーブランドはこの地にそれを望んでお金を出した」と述べている。
殿堂博物館の建設場所に関する初期の議論で、財団理事会はクリーブランドの繁華街でカヤホガ川沿岸を想定していた。最終的に選ばれた場所は、エリー湖を臨む東9番通り(East Ninth Street)沿い、クリーブランド・スタジアムの東となった。資金調達にズレが生じた計画段階のある時、当時の空きビル(May Company Building)にロックンロールの殿堂を置く提案もあったが、最終的に建築家I・M・ペイに新しい建物の設計を依頼することに決まった。最初のCEOであるラリー・R・トンプソン博士がこの設計でI・M・ペイを手助けした。ペイが、ガラスのピラミッドとそこから突き出た塔のアイデアを思い付いた。博物館の塔はもともと高さ200フィート(61m)になる予定であったが、バークレイク・フロント空港に近いため高さを49mに下げなければならなくなった。建物の基礎は約14,000m2である。

## 殿堂博物館の建物
1993年6月7日に行われた起工式には、ピート・タウンゼンド、チャック・ベリー、ビリー・ジョエル、サム・フィリップス、ルース・ブラウン、サム・ムーア、カール・ガードナー、デイブ・ピアナーらが姿を見せた。
博物館は1995年9月1日に竣工し、テープカットは1万人以上の観衆の前でオノ・ヨーコやリトル・リチャードらによって行われた。その翌晩にクリーブランド・スタジアムではオールスターコンサートが開催され 、起工式にも出席したチャック・ベリーや、ボブ・ディラン、アル・グリーン、ジェリー・リー・ルイス、アレサ・フランクリン、ブルース・スプリングスティーン、イギー・ポップ、ジョン・フォガティ、ジョン・メレンキャンプ、その他大勢が出演した。
殿堂入り達成者(inductee)に加えて、同博物館は殿堂入り状況に関係なくロックンロールの歴史全体を記録している。殿堂入り達成者はエリー湖に突き出た位置にある特別展示場で表彰される。
1986年以来、ロックンロールの殿堂は新しい殿堂達成者を選出している。正式な殿堂入りの式典はニューヨークで26回開催されたほか、ロサンゼルスで2回、 クリーブランドの殿堂で5回行われている。2018年現在、殿堂入りの式典はニューヨークとクリーブランドとで毎年交代開催となっている。
2009年と2012年の殿堂入り週間は、クリーブランド市、オハイオ州、ロックンロールの殿堂、地元の財団、企業、市民団体、個人間の官民連携によって可能となった。これら団体が2009年に580万ドル、2012年に790万ドルを投じて、無料コンサート、ゴスペルの祝福、展示会のオープニング、博物館への無料入場、公会堂での殿堂入り式典を含む1週間のイベントを成し遂げた。
数百万人がこのクリーブランドでの殿堂入りテレビ放送を視聴し、数万人がこのイベントに参加するため殿堂入り週間にオハイオ州へやって来た。2009年の殿堂入り週間イベントによる経済的影響は1300万ドルを超え、加えてこの地域に2000万ドル相当のメディア露出をもたらした。2012年の殿堂入り週間でも同様の結果が得られた。

### 各階
この建物は7階建てである。地下1階には博物館のメインギャラリーであるアーメット・アーティガン展示ホールがある。ここにはロックンロールのルーツ（ゴスペル、ブルース、R&B、フォーク、カントリー、ブルーグラス）の展示がある。また、ロックンロールに大きな影響を与えた都市（メンフィス、デトロイト、ロンドン、リバプール、サンフランシスコ、ロサンゼルス、ニューヨーク、シアトルなど）の展示も行っている。他にもソウルミュージック、1950年代の楽曲、サン・レコード、ヒップホップ、クリーブランドにおけるロックンロールの遺産、中西部の音楽、ロックンロール・ラジオとDJ、ロックンロールに対する多くの抗議に関する展示がある。またこのギャラリーには、ビートルズ、ローリング・ストーンズ、ジミ・ヘンドリックスなど個々のアーティストに焦点を当てた展示もある。最後に、アーメット・アーティガン展示ホールには『アメリカン・バンドスタンド』など様々な題材の映画を上映する劇場がある。
博物館の1階が入口フロアである。そこにはカフェと、年間を通じて様々な特別演奏や特別イベントに使用されるステージ、そして「舞台裏の話(Backstage Stories)」という区画がある。2階には、一発屋の演目とロックンロールを形成した曲を特集した双方向展示のキオスクが幾つかある。このフロアには、レスポール、アラン・フリード、サム・フィリップス、およびオーディオ技術の進化に関する人工的遺産が沢山ある展示ギャラリーもある。
3階には博物館の殿堂セクションがある。この区画にあるのがジョナサン・デミの遺作を含む『The Power of Rock Experience』で、この映画はコナー劇場(Connor Theater)で上映されており、殿堂入り式典のハイライトが幾つか入っている。4階は殿堂セクションの出口で、このフロアは最先端の3Dシアターで特別なイベントや演目に使用されるフォスター劇場(Foster Theater)が特徴である。
最後に、殿堂の最上階2フロアは巨大な仮設展示室である。長年にわたってこの2フロアでは、エルヴィス・プレスリー、シュプリームス、ザ・フー、U2、ジョン・レノン、ザ・クラッシュ、グレイトフル・デッド、ブルース・スプリングスティーン、ローリングストーンズなど多数の展示が設置されている。
この殿堂で演奏したクリーブランド地域のミュージシャンやバンドとしては、1995年の殿堂開業時にプリテンダーズ（アクロン出身のクリッシー・ハインドが在籍）、2001年のジェイムス・ギャング（ジョー・ウォルシュ在籍）とフー・ファイターズ（ウォーレン生まれのデイヴ・グロール在籍）、2007年のヴェルヴェット・リヴォルヴァー（スコット・ウェイランドがクリーブランドに一時在住）、2009年のラズベリーズとボビー・ウーマック、2014年にマシン・ガン・ケリーがいる。

### 建築

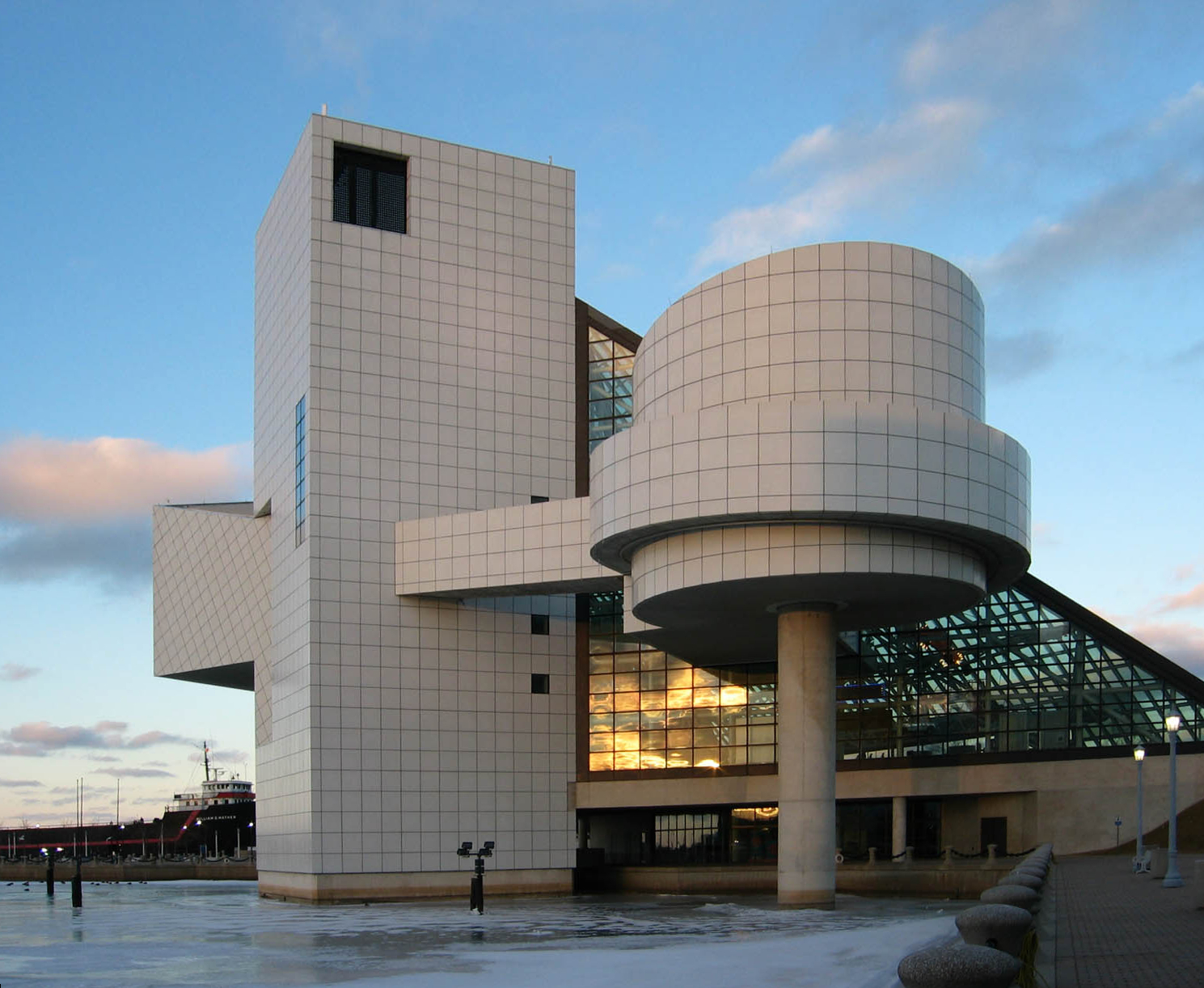
ロックンロールの殿堂。手前に見えるのがエリー湖

I・M・ペイによって設計され、Leslie E. Robertson Associatesによって構造設計された建物は、エリー湖畔にそびえ立っている。 幾何学的形状とカンチレバーになった空間の組み合わせで、高さ49mの塔によって固定されている。この塔はメイン入口のファサードがある6039m2の広場に（その基礎が）伸びて、二重になった三角錐のガラス製「テント」を支えている。
この建物には、5100m2を超える展示スペースのほか、管理事務所、店舗、カフェがある。
「この建物の設計に込められている私の意図は、ロックンロールのエネルギーを反映することでした。大胆で斬新な建築用語を私は意図的に取り入れました。あとはこの建物がクリーブランド市のランドマークとなり、かつ世界中のロックンロールファンにとって劇的なランドマークになることを願っています」とペイは語っている。

### ニューヨーク市別館

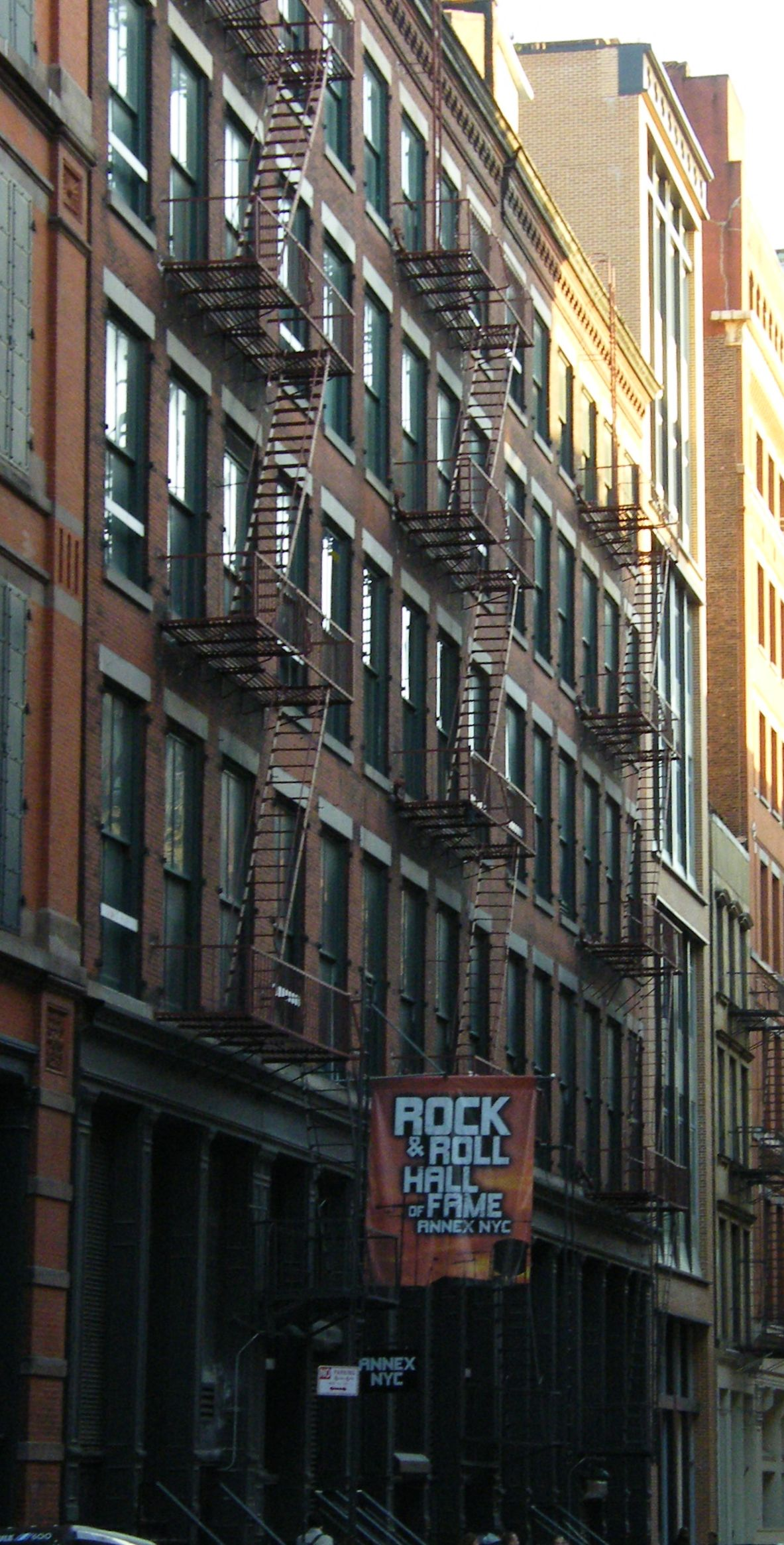
ソーホー (ニューヨーク)にあった博物館のニューヨーク市別館(2008-2010)

2008年11月18日、ロックンロールの殿堂ニューヨーク市別館がマンハッタンのソーホー地区で開業した。ブロードウェイのすぐ傍のマーサー・ストリート76番地にあった別館は、2322m2の地下空間を占めていた。博物館別館はクリーブランドの母体と概ね同じ方法で運営されており、目玉としてプリンスが『プリンス/パープル・レイン』で着たコート、デヴィッド・バーンが『ストップ・メイキング・センス』で着た大きなスーツ、エルヴィス・プレスリーのライダースジャケットや彼の聖書などの原型展示物が陳列されていた 。ただし、別館は最初からニューヨーク地域に明確に焦点を合わせており、何十年間ものバンドステッカーが厚く積み重ねられたCBGBの電話ボックス、ブルース・スプリングスティーン所有の1957年型シボレー、市内のミュージシャンのため取り置いてある特別ギャラリー、ロック史における名所を強調するマンハッタンの入り組んだ約8ｍ縮尺モデルなど、巨大展示物用の空間も十分にとっていた。
ヤン・ウェンナーが別館理事会の会長を務めた。開業した夜の祝宴で、軽率にも彼は「そもそも我々がそれ（殿堂博物館）をニューヨークにしなかったことが小さな悲しい出来事の1つです」と記者に語ってしまい、物議を醸してしまった。これは誤解されてしまったのだと語るウェンナーは、後に自分の発言を悔やんでいると吐露して「ロックンロールの殿堂博物館がクリーブランドにあることを私は間違いなく喜んでいます」と明言した。
別館は2010年1月3日に閉鎖され、報道によるとその急な終了は2007-2008年の世界金融危機とその後の都市観光業低迷が原因とされている。

## 展示の歴史
1997年以来、ロックンロールの殿堂は数多くの期間限定展示を開催しており、それは博物館の最上階2フロアを占める大掛かりな展示から下階の主要展示ホールに設置されることが多い小さな展示まで、規模は様々である。
1997年5月10日に開催された同博物館最初の大掛かりな展示は "I Want to Take You Higher:The Psychedelic Era,1965-1969（貴方を更なる高みへ連れていきたい：サイケデリックの時代、1965-1969年）"と称するものだった。これには、ジョン・レノン、エリック・クラプトン、ジョン・セバスチャン、ジェファーソン・エアプレイン、ジャニス・ジョプリンなど数多くのアーティストに由来する品々であったり、モントレー・ポップ・フェスティバルやウッドストックに関連するものが含まれていた。
この展示に続くのが、1998年8月8日から1999年9月5日まで開催された"Elvis is in the Building（エルヴィスはまだ建物にいる）"である。この1年に及ぶ称賛展示は、1986年に初回殿堂入りを果たした「キング・オブ・ロックンロール」ことエルヴィス・プレスリーに捧げられた初めての展示だった。グレイスランドは、エルヴィスの生涯と伝説的な経歴にわたるこの特別な称賛展示のため、厳選した重要な代表的作品を提供した。その次に、博物館は"Roots, Rhymes and Rage: The Hip-Hop Story"を展示公開した。これはヒップホップに焦点を当てた初めての大規模な展示で、1999年11月11日から2000年8月6日まで開催された。その後、ロックンロールとファッションに焦点を当てた展示"Rock Style"が行われた。これはバディ・ホリーからアリス・クーパーまで、レイ・チャールズからデビッド・ボウイまで、スモーキー・ロビンソンからスライ・ストーンまでの衣装を特集したものだった。クリーブランドでの展示終了後に"Rock Style"は米国内にある他の博物館でも興行が行われた。
その他の期間限定展示には、2000年10月20日から2003年1月1日まで開催された"Lennon:His Life and Work"などがある。2016年にクリーブランドで開催された、共和党の全国大会中に開催された大規模展示は"Louder than Words: Rock, Power, Politics（言葉よりも騒々しいもの:ロック、権力、政治活動）"だった 。
他にも大規模な期間限定展示として、ザ・クラッシュ、ドアーズ、ザ・フー、ブルース・スプリングスティーンに焦点を当てたものがあった。ロックンロールにおける女性の役割に焦点を当てた、テーマ限定の展示(Women Who Rock: Vision, Passion, Power)もあった。これらの展示の多くはクリーブランドで終了した後、他の博物館に移って展示が行われている。直近の2017年における同博物館の主な期間限定展示は『ローリングストーン』誌の歴史に関するものとなっている。
ロックンロールの殿堂はまた、小さな期間限定展示も多く開催している。長年にわたるこちらの展示は、ヴァンズ・ワープド・ツアー、バングラデシュ難民救済コンサート、ウッドストックの40周年および50周年、オースティン・シティ・リミッツ、モントレー・ポップ・フェスティバル、ロイ・オービソン、モータウンの50周年、トム・ペティ&ザ・ハートブレイカーズ、マーティ・スチュアート、ポール・サイモン、グラハム・ナッシュ、ジョン・メレンキャンプ、ゲディー・リーなどに焦点を当てている。
同博物館はロックンロールに関連する写真やアート作品の展示も行っている。この殿堂で作品が紹介された写真家の中にはジョージ・カリンスキーやリン・ゴールドスミス、リンダ・マッカートニーなどがいる。またこの博物館はフィリップ・バークのアート作品をある期間限定展示で特集し、後の展示ではハーブ・リッツを特集した。

### 公開プログラム
ロックンロールの殿堂博物館は、コンサート、インタビュー、講演、映画上映、その他ロックンロールの物語を伝えるイベントなど、数多くの公開プログラムを制作している。毎年2月、この博物館はアフリカ系アメリカ人がロックンロールの歴史で果たした重要な役割を伝えるコンサートや、映画上映、講演会を開催することで黒人歴史月間を祝っている。1996年にこのプログラムが始まって以来、ロバート・ロックウッド・ジュニア、ザ・テンプテーションズ、チャールズ・ブラウン、ルース・ブラウン、オハイオ・プレイヤーズ、ロイド・プライス、リトル・アンソニー&ジ・インペリアルズ、アル・グリーンなどのアーティストが黒人歴史月間に博物館に登場した 。
別のプログラムには殿堂シリーズがある。このシリーズは1996年4月に始まり、殿堂入り達成者に対する滅多にない親密な環境でのインタビューを目玉としており、ほとんどの場合は同博物館のフォスター劇場で行われる。通常はインタビューに続いて聴衆との質疑応答が行われ、殿堂入り達成者による演奏パフォーマンスが行われることも多い。このシリーズに参加した殿堂入り達成者は、ダリル・マクダニエルズ、ロイド・プライス、マーサ・リーヴス、マーキー・ラモーン、シーモア・スタイン、レイ・マンザレク、メアリー・ウィルソン、ロニー・スペクター、ブーツィー・コリンズ、アン・ウィルソンとナンシー・ウィルソン、デニス・エドワーズ、ヨーマ・カウコネンなどである。
類似のプログラムに伝説シリーズがある。このプログラムと殿堂シリーズの唯一実際の違いは、殿堂入りしていないアーティストを特集していることにある。ジョイ・ディビジョンのピーター・フック、ソルト・ン・ペパーのスピンデレラ、トミー・ジェームス、シャイ・ライツなどが、伝説シリーズに参加したアーティスト達の一部である。
ロックンロールの殿堂博物館で最も評価の高いプログラムは、毎年恒例のアメリカ音楽マスターズ・シリーズである。同博物館は毎年、インタビュー、映画上映、そして多くの場合は特別展示を含めた1週間にわたる一連のプログラムで、殿堂入り達成者の1人をお祝いする。この祝典はクリーブランドの劇場で開催されるオールスター・コンサートで締めくくられる。このコンサートには殿堂入り達成者から直近のミュージシャンまで多彩なアーティストが混ざって参加する。アメリカ音楽マスターズ・シリーズは1996年に始まった。それ以来、このプログラムは以下の殿堂入り達成者を称えている。ジミー・ロジャーズ(1997)、ロバート・ジョンソン(1998)、ルイ・ジョーダン(1999)、マディ・ウォーターズ(2000)、ベッシー・スミス(2001)、ハンク・ウィリアムズ(2002)、バディ・ホリー(2003)、レッドベリー(2004)、サム・クック(2005)、ロイ・オービソン(2006)、ジェリー・リー・ルイス(2007)、レス・ポール(2008)、ジャニス・ジョプリン(2009)、 ファッツ・ドミノと デイヴ・バーソロミュー(2010)、アレサ・フランクリン(2011)、チャック・ベリー(2012)。エヴァリー・ブラザース(2014)、そしてジョニー・キャッシュ(2017)。2019年にコンサートシリーズの様式が一新されて、同イベントは「ロックホールの名誉者(Rock Hall Honors)」へと改名された。2019年9月、初回のロックホール名誉者コンサートにはメイヴィス・ステイプルズが登場し、クリーブランドで演奏が披露された。

### ロックンロールを形作った楽曲
殿堂博物館キュレーターのジェームズ・ヘンケは「博物館のキュレーター職員、多数のロック評論家、音楽の専門家」と共に順不同の「ロックンロールを形作った500曲」をリスト作成した。このリストは同博物館の常設展示の一部で、1995年の開館から博物館の一部として想定されたものだった。そこには1920年代から1990年代にかけて録音された楽曲が含まれている。このリストで最も古い楽曲は、1882年頃に書かれた「ウォーバッシュ・キャノンボール」で、J・A・ロフの作とされている。しかし、それ以降160曲が追加されて、現在このリストは単に「ロックンロールを形作った楽曲」を指すものとなった。同リストの最新楽曲は、2006年にリリースされたナールズ・バークレイの「クレイジー」とマイ・ケミカル・ロマンスの「ウェルカム・トゥ・ザ・ブラック・パレード」である。 ビートルズとローリングストーンズは、660曲の楽曲リストでそれぞれ8曲と最も多く選ばれている。

#### リスト入り4曲以上のアーティスト
- 8 ビートルズ
- 8 ローリング・ストーンズ
- 7 エルヴィス・プレスリー
- 5 ビーチボーイズ
- 5 チャック・ベリー
- 5 ボブ・ディラン
- 5 レッド・ツェッペリン
- 5 ブルース・スプリングスティーン
- 4 スティービー・ワンダー
- 4 デヴィッド・ボウイ
- 4 ジェームス・ブラウン
- 4 レイ・チャールズ
- 4 ドリフターズ
- 4 アレサ・フランクリン
- 4 ジミ・ヘンドリックス
- 4 ロバート・ジョンソン
- 4 キンクス
- 4 ボブ・マーリー
- 4 ミラクルズ（英語版）
- 4 プリンス
- 4 マディウォーターズ
- 4 ザ・フー
- 4 U2

### 25周年記念コンサート
ロックンロールの殿堂は25周年を、ニューヨークのマディソン・スクエア・ガーデンでの2日にわたる連続コンサート（2009年10月29-30日）でお祝いした。この祝宴には様々なアーティストが登場し、上のリストからはU2、ブルース・スプリングスティーン＆Eストリート・バンド、アレサ・フランクリン、スティービー・ワンダーが演奏を披露したほか、ジェリー・リー・ルイス、パティ・スミス、サイモン&ガーファンクル、ディオン・ディムッチ、メタリカ、ジェームス・テイラー、ボニー・レイット、ファーギー、ミック・ジャガー、ルー・リード、レイ・デイヴィス、オジー・オズボーン、ポール・サイモン、 ジェフ・ベック、バディ・ガイ、スティング、リトル・アンソニー&ジ・インペリアルズ、クロスビー、スティルス、ナッシュ&ヤングらが参加した。第一夜は、ブルース・スプリングスティーン＆Eストリート・バンドが特別ゲストのジョン・フォガティ、ダーレン・ラヴ、トム・モレロ、サム・ムーア、ジャクソン・ブラウン、ピーター・ウルフ、ビリー・ジョエルと共に約6時間のコンサートを終えた。

## 殿堂入り達成者

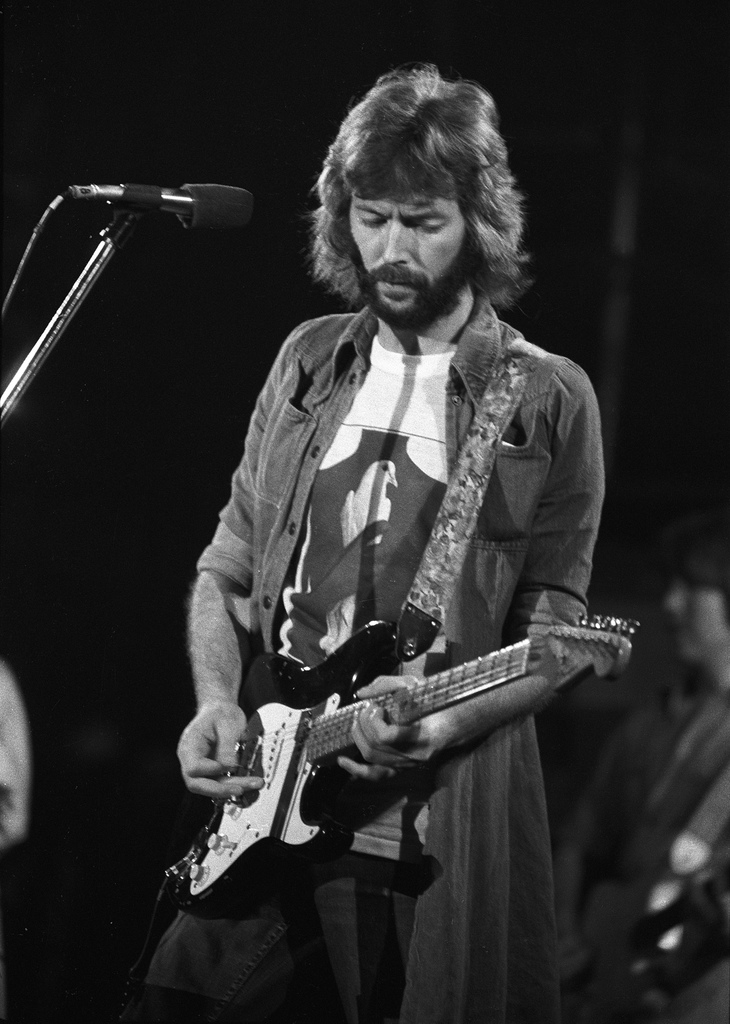
英国のギタリストでシンガーソングライターのエリック・クラプトンは唯一、ロックの殿堂入りを3度達成している

アーティスト達は、年1回の授賞式でロックンロールの殿堂入りを果たしていく。長年にわたり、式典の多くがニューヨーク市のホテルウォルドルフ＝アストリアで開催されてきた。 しかし、1993年1月12日に式典がロサンゼルスで開催され、2013年にも再び開催された。ロックの殿堂博物館開業から約1年半後の1997年5月6日、クリーブランドでこの式典が開催された。 2009年と2012年にも式典がクリーブランドに戻った。現行の計画は3年ごとに式典をクリーブランドで開催するよう求めている。
一般的に殿堂入りする人数は、各年5名から10数名ほどである。実際のところ存命する殿堂入り達成者は全員が式典に出席しており、彼らは音楽的に影響を受けた（殿堂の）アーティストから殿堂入りの栄誉を授与される。授与者と殿堂入り達成者の両方が式典で講演し、そこでは殿堂入り達成者と授与者の双方による音楽演奏が披露されることも多い。
1986年1月23日の初回で殿堂入りした人物には、エルヴィス・プレスリー、ジェームズ・ブラウン、リトル・リチャード、ファッツ・ドミノ、レイ・チャールズ、チャック・ベリー、サム・クック、エヴァリー・ブラザーズ、バディ・ホリー、ジェリー・リー・ルイスなどがいた。 ロバート・ジョンソン、ジミー・ロジャース、ジミー・ヤンシーはアーリー・インフルエンス部門で、ジョン・ハモンドはライフタイム・アチーブメント賞で、アラン・フリードとサム・フィリップスは非演奏者部門でそれぞれ殿堂入りした。

### パフォーマー部門
ロックンロールの歴史家で構成される候補指名委員会は「パフォーマー」部門（歌手、ボーカルグループ、バンド、あらゆる種類の楽器奏者）の名前を選別し、その後世界中にいる約500人の専門家によって投票が行われる。投票に選ばれる人物には、学者、ジャーナリスト、プロデューサー、その他音楽業界功労者などが含まれる。アーティストは「最初のレコードがリリースされてから25年後」に殿堂入りを受ける資格を有する。選定基準には、ロックンロールの発展と永続に対するアーティストの貢献度（その影響や重要性）などが含まれる。認定投票が用いられ、最低50％の承認を条件として過半票を獲得した候補者が殿堂入りとなる。毎年約5-7人のパフォーマーが殿堂入りとなっている。
リードボーカルが殿堂入りした時に除外して物議となったため、ミラクルズ、フェイマス・フレイムズ、コメッツ、ブルー・キャップズ、ミッドナイターズ、クリケッツの6グループが、2012年に特別委員会によってパフォーマー部門で追加殿堂入りとなった。候補指名委員会メンバーのテリー・スチュワートは「この件に関しては多くの議論がなされました」「リードボーカルが殿堂入り時にグループが含まれなかった理由については毎回話し合いがなされました。実に正直なところ、本当に誰もその質問に答えることができませんでした、もうずっと昔の話です。[中略]私たちは組織としてそれを座視することにしました。これがその結果です」と語った。

### アーリー・インフルエンス部門
アーリー・インフルエンスには、主にカントリー、フォーク、ジャズ、ブルースなど、ロックンロールのアーティストに着想や影響を与えた、より昔の時代のアーティストが該当する。この部門で殿堂入りした著名なアーティストにはビル・ケニー＆ジ・インク・スポッツ、カントリー奏者のジミー・ロジャースとハンク・ウィリアムズ、ブルース奏者のハウリン・ウルフとマディ・ウォーターズ、ジャズ奏者のジェリー・ロール・モートンとルイ・アームストロングなどがいる。2000年のナット・キング・コールとビリー・ホリデーの後、ロカビリー歌手のワンダ・ジャクソンが選ばれる2009年まで、この部門では誰も殿堂入りしなかった。 この部門の初期の殿堂入り達成者と違い、ジャクソンの経歴はほぼ全てが伝統的な「ロック時代」の始まりとなる1955年以降に起こったものである。

### 生涯の功績に対するアーメット・アーティガン賞
以前の「ノンパフォーマー（非演奏者）」賞で、この部門には、レコード会社の役員、作詞家、音楽プロデューサー、ディスクジョッキー、コンサート興行者、音楽ジャーナリストなど、主に音楽業界の舞台裏で働く人々が該当する。2007年と2009年を除き、この部門には毎年少なくとも1人は殿堂入り達成者がいる。殿堂の共同設立者アーメット・アーティガンの死後、2008年に彼の名誉を称えてこの賞が改名された。

### ミュージカルエクセレンス賞
この部門は2000年に導入された以前の「サイドメン（伴奏者）」賞で、主にプロデューサーで構成される委員会によって選出された熟練のセッション演奏家およびコンサート演奏家を称えるものである。この部門は2004年から2007年まで休止しており、2008年に再始動した。2010年にこの栄誉が「ミュージカルエクセレンス賞」に改名された。ロックンロール殿堂財団の会長ジョエル・ペレスマンによると「この賞は、何らかの事柄に没頭する柔軟性を我々に与えてくれ、普段では気付けなかったかもしれない一部の（そうした）人々を認識させてくれる」という。

## 図書館と史料館

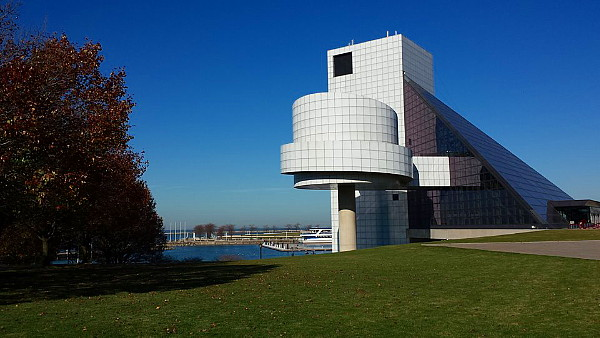
オハイオ州クリーブランドにあるロックンロールの殿堂、2015年11月

ロックンロールの殿堂博物館にある図書館と史料館は、ロックンロールの歴史に関する資料に関する世界で最も包括的な収蔵庫である。 その使命はこれら資料を収集、保存、閲覧提供することである。図書館と史料館には二段階の運用がされている。（一般の）人々は図書館に来て、本や雑誌を読んだり、音楽やその他の録音物を聴いたり、ビデオや映画を見ることが可能である。また、真剣に取り組む学者、歴史家、報道記者たちは、アーキビスト職員の監督下で蔵書資料を閲覧することが事前予約で可能となっている。
図書館には、書籍、学位論文、様々な参考文献が収められている。そこにはよく読まれる雑誌、学術誌、業界誌、商用の録音オーディオと録画ビデオ、研究データベースも置かれている。
史料館には、レコード会社幹部、アーティストのマネージャー、各レーベル、歴史的会場、収録スタジオ、ステージ設計と照明の専門家、長期にわたるコンサートツアー、などから取り寄せた音楽業界の各種記録が収められている。そのコレクションには、アレサ・フランクリンやマドンナによる直筆の個人的な手紙、ジミ・ヘンドリックスやLL・クール・Jによる手書きの作業歌詞、スー・キャシディ・クラーク等による音楽ジャーナリストの論文、1970年代にCBGBで採れたレアなコンサート録音、といった重要な個人的物品も含まれている。

## 批判
殿堂への最も多い批判は、候補選考のプロセスが創設者のヤン・ウェナーやスーザン・エヴァンズ、作家のデイヴ・マーシュなど、ミュージシャンではない少数の個人によって管理されている点であり、ロック界全体の見解ではなく彼らの個人的な好みを反映していると言うものである。選考委員会の元メンバーは以前「スーザン・エヴァンズは晩餐のチケットを売れるビッグネームが十分でないことを理由にこの選別が行われたことを嘆いていました。それはドゥーワップのとあるグループを削除することですぐに修正されたのですが、アーティストの「名前」で好みを選んでいたように思えました。[中略]リストにもっと知名度が必要だからと、50年代から60年代初期の先駆的なアーティストが外されていく様子を私は目の当たりにしました。結果として70年代のスーパースターが、それを成し遂げられるようにした人達よりも先に（殿堂入りを）獲得しました。こうした数名の先駆者は現在もまだ入っていません」と語っている。シスター・ロゼッタ・サープは「ロックンロールのゴッドマザーないしグランドマザー」 と見なされることも多いが、2017年まで殿堂入りに選ばれなかった。ベルベット・アンダーグラウンドのモーリン・タッカーはこの殿堂を「ダサい殿堂」だと吐き捨てた。
また、選考プロセスの不透明性に対する批判も存在する。ニューヨーク・タイムズ紙は次のように書いている。
名声とお金がかかってくるので、多くのロビー活動が舞台裏で行われているのは驚くことではない。特定のある年に幾人かのある演者が特定して選ばれる理由は部外者のみならず当事者達にとっても謎であるが、委員会のメンバーはそれを維持したいと言っている。
候補指名委員会のジョン・ランドー会長は、その方法を委員会が望んでいるとして「我々は議事録を不透明のままにしておく良い仕事を成し遂げているのです。全てが部屋の中で完結するのです」と発言している。
FOXニュースによると、数万の署名を伴う請願も無視されており、そのうえで特定レコード会社や企業と共に署名活動したり様々な委員会メンバーを傘下に置いた幾つかのグループは議論も一切されることなく指名候補に担ぎ上げられている 。同委員会またはある特定ジャンルの大部分を無視していることで非難されている。著述家のブレット・ミラノによると「ジャンル全体が飛ばされているのは、特にプログレッシブ・ロック、60年代のトップ40、ニューオーリンズのファンク、そして多くのブラックミュージックである」という。
もう一つの批判は、殿堂入りしたアーティストが多すぎる点である。この15年で、97組のアーティストが殿堂入りした 。殿堂入りには最低50％の投票が必要だが、最終的なパーセンテージが発表されることはなく、投票用紙が発送される前に殿堂入りとなる確定人数が設定される。候補指名委員会の元メンバーだったジョエル・セルビンを含む一部の投票者は、いずれの候補者も本当に価値があると思えなかったため、2007年には票を投じなかった。
2006年に殿堂入りしたパンクロックの英国バンドであるセックス・ピストルズのメンバーは、この博物館を「小便のしみ」「ワインに入れた尿」呼ばわりして、式典への出席を拒否した。
2013年にBBCの音楽ラジオ局 (BBC Radio 6 Music) で行われたジョン・ピールの講談で、歌手シャルロット・チャーチは「ロックの殿堂に入った295組の演者とアーティストのうち、全体の259組が男性で、36組の女性演者の1人はティナ・ウェイマスのトーキング・ヘッズ加入による」と指摘して、同博物館の性差別を非難した。事実、殿堂入りした女性の実際の割合は8.5％である。全部門を合算しても、殿堂入り達成者719人のうち女性は61人となっている。
2016年の殿堂入り達成者スティーヴ・ミラーは、自身の殿堂入りスピーチや特にその後のインタビューの両方で、この殿堂について苦言を呈した。その批判には、女性の殿堂入り達成者が全体的に不足していること、音楽教育に対して殿堂による支援が十分でないこと、授賞式での殿堂入り達成者の扱いがぞんざいであること、といった彼の見解が含まれていた。
2018年、アイアン・メイデンのブルース・ディッキンソンはこの殿堂を「全くの完全なるデタラメの塊だ。[中略]目の前で起こったとしてもロックンロールを知らないのだろう独善的な血まみれアメリカ人の集団によって運営されている」と批判した。ディッキンソンはまた「博物館に（音楽を）入れると、後にそれは死んでしまう」とも主張して、殿堂の存在に対する全体的な嫌悪感も表明している。アイアン・メイデンは2004年より殿堂入りする資格があった。
ハードロックとヘビーメタルのウェブサイトBlabbermouth.netは、キッスが殿堂入りまでに15年、ディープ・パープルが23年かかった様子を観測していた。ジューダス・プリーストのイアン・ヒルは自身のバンドが殿堂入りしない点に関して「概ね彼らがヘビーメタルの音楽を好んでいると自分は考えていない」と2019年のインタビューで語っている。
2018年、英国ロックバンドのダイアー・ストレイツが殿堂入りした時、グラミー賞を受賞したバンドリーダーのマーク・ノップラーはこちらの式典に出席せず、公式な説明もなかった。デイヴ・マシューズ・バンドは、ファン投票で1位だったにもかかわらず部門に入っていなかったため、2020年の指名選考を非難した者も幾人かいた。

### デイヴ・クラーク・ファイブ
2007年3月14日、その年の殿堂入り式典の2日後にFOXニュースはデイヴ・クラーク・ファイヴが5番目で殿堂入り達成者になるべきだと主張する記事を発表した、というのも彼らは殿堂入りしたグランドマスター・フラッシュ&ザ・フューリアス・ファイヴよりも得票が多かったのである。同記事では続けて、ヤン・ウェナーが投票予定日に関するこじつけを使ったと主張している。実際、デイヴ・クラーク・ファイブはグランドマスター・フラッシュよりも6票多く獲得していた。
ロックンロールの殿堂財団は「これには様式や規則や手順があるのです。投票が行われるべき指定時間があり、その後で票数集計が行われます。得票上位5組のバンドが（殿堂入りを）獲得しました」と回答した。その後デイブ・クラーク・ファイブは再び候補指名され、翌年に殿堂入りとなった。

### モンキーズ
2007年6月、ピーター・トークはウェナーがモンキーズを追い出したと「ニューヨークポスト」紙に不平を主張して、次のようにコメントした。

（ウェナーは）規則が何であるのか気にも留めず、自分がちょうどいいと思う方法で運用しているに過ぎません。それは権力の濫用です。モンキーズが殿堂入りしたかどうか自分には分かりませんが、個人的な気まぐれから自分達が入らなかったのはほぼ明らかです。ヤンは他の誰よりも苦労したと思われていますが、40年経って、誰もが「大変な事って何だよ？ 他の誰もがそれ（音楽スタジオやバックバンドの使用）をしているよ」と言っています。彼を除けば、今や誰も気に掛けません。1967年や1968年当時の彼の道徳的判断が2007年でも機能していると彼は思っているのでしょう。

バンド仲間のマイク・ネスミスはフェイスブックの投稿で、自分はモンキーズの影響を内側から見ることしかできなかったからモンキーズが殿堂入りしていたのかは分からないと語りつつ、さらに続けて次のように述べた「私はHOF（殿堂）が民間企業だと分かっています。ビジネスとして運営していると思われ、企業オーナーの何らかの行動によって、殿堂入り達成者がそこにいるわけです。殿堂入り達成者は、オーナーの機嫌で選ばれたものと思われます。これは私にも妥当だと思えます。いずれにせよ、それは彼らのビジネスなのです。私にはHOFが公的な義務を果たしているとは思えませんが、公的なものへと適応を余儀なくされるべきでもありません。」
『タイム』誌、米公共ラジオ局、クリスチャン・サイエンス・モニター紙、『ゴールドマイン』誌、Yahoo!ミュージック、MSNBC といった様々な雑誌や報道機関が、 モンキーズはロックンロールの殿堂入りに値するとの議論を行った。

### チャビー・チェッカー
未選出であることを不服として、2004年にチャビー・チェッカーが抗議活動を行った。